# Ætheling

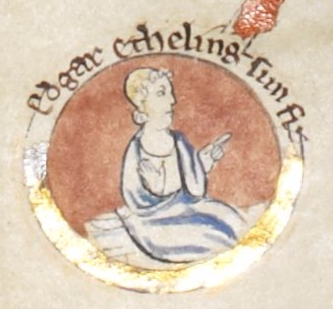
Afbeelding van Edgar Ætheling uit een genealogie in een 13e-eeuws manuscript.

Ætheling (ook Aetheling, Atheling of Etheling gespeld) was een Oudengelse term (æþeling) die in Angelsaksisch Engeland werd gebruikt om prinsen van het koningshuis aan te duiden die voor het koningschap in aanmerking kwamen.
De term is een Oudengelse en Oudsaksische samenstelling van aethele, æþele of (a)ethel, hetgeen betekent "edele familie", en -ing, hetgeen betekent "behoren tot". Het is afgeleid van het Germaanse woord Edeling of Edling en is etymologisch gezien verwant met de moderne Duitse en Nederlandse woorden Adel of adel en ad(e)lig of adellijk. Het werd gewoonlijk in het middeleeuws Latijn vertaald als clito (bijvoorbeeld voor de Vlaamse graaf Willem Clito).
Ætheling kan ook worden teruggevonden in het Suffolkse toponiem Athelington.

## Betekenis en gebruik in Angelsaksisch Engeland
Hwæt! We Gardena in geardagum,
þeodcyninga, þrym gefrunon,
hu ða æþelingas ellen fremedon.
Tijdens de vroegste periode van de Angelsaksische heerschappij in Engeland werd het woord ætheling vermoedelijk gebruikt om eender welke persoon van edele afkomst aan te duiden. Het gebruik van deze term werd echter al snel beperkt tot leden van de koninklijke familie.  Het prefix æþel- wordt dan ook vaak teruggevonden in de namen van verscheidene Angelsaksische koningen, zoals Æthelberht van Kent, Æthelwulf en Æthelred I van Wessex, en werd gebruikt om hun edele afkomst aan te geven. Volgens een document dat waarschijnlijk dateert uit de 10e eeuw was het weergeld van een ætheling vastgelegd op 15 000 thrymsas of 11 250 shillings, wat overeenkwam met het weergeld van een aartsbisschop en de helft van het weergeld van een koning.
In de bijdrage voor het jaar 728 in de Angelsaksische kroniek wordt naar een zekere Oswald verwezen als zijnde een ætheling, omwille van het feit dat zijn betovergrootvader een koning van Wessex zou zijn geweest. Vanaf de 9e eeuw werd de term in een veel engere context gebruikt en werd nu exclusief gebruikt om te verwijzen naar leden van het huis van Cerdic van Wessex, het koningshuis van Wessex, in het bijzonder naar zoons of broers van de regerende koning. Volgens de historicus Richard Abels zou Alfred de Grote de principes van de troonsopvolging veranderen zodat enkele zoons en broers van de regerende koning in aanmerking kwamen voor de troon en niet langere eender welke edelman die aanspraak maakte op een koninklijke afkomst. Tijdens de regering van Eduard de Belijder ontving Edgar Ætheling deze benaming als kleinzoon van Edmund Ironside, maar dit was in een periode dat er voor het eerst in 250 jaar geen in leven zijnde ætheling was die voldeed aan de striktere definitie (met name een zoon of broer van de regerende koning).
Ætheling werd ook in een poëtische betekenis gebruikt als 'een goed en edel man'. Oudengelse dichtwerken gebruikten vaak de term ætheling om Jezus te omschrijven, alsook verscheidene profeten en heiligen. De held van het 8e-eeuwse episch gedicht Beowulf wordt in de eerste verzen geïntroduceerd als een ætheling, mogelijk in de betekenis van een verwant van de koning van de Gauten, hoewel sommige vertalers het woord ætheling hier vertalen als 'volgeling' of 'vazal'. Aangezien verscheidene van de oudste Scandinavische koningen werden verkozen door competitie of verkiezing, eerder dan volgens het eerstgeboorterecht, kan de term mogelijk zijn voorbehouden geweest voor een persoon die in aanmerking kwam om naar het koningschap te dingen.

## Ander gebruik en variaties op de term
De term werd slechts occasioneel gebruikt na de Normandische verovering van Engeland en dan enkel om leden van de koninklijke familie aan te duiden. De gelatiniseerde Germaanse vorm, Adelin(us), werd gebruikt in verband met de naam van de enige wettige zoon en erfgenaam van Hendrik I van Engeland, William Adelin, die in de ramp met het White Ship in 1120 verdronk.
De historicus Dáibhí Ó Cróinín heeft gesuggereerd dat het idee van de tánaist ríg in vroeg-middeleeuws Ierland werd overgenomen van het Angelsaksische, in het bijzonder Northumbrische, concept van de ætheling.  Het vroegste gebruik van tanaíste ríg was met betrekking tot een Angelsaksische prins omstreeks 628. Verscheidene daarop volgende gebruiken van de term hebben betrekking op niet-Ierse heersers, alvorens de term werd gebruikt voor Ierse troonopvolgers.
In Wales werd de variant edling gebruikt om de zoon aan te duiden die was uitgekozen als (de verwachte) troonopvolger.